# Iñigo Lamarca
Íñigo Lamarca Iturbe (sinh ngày 13 tháng 7 năm 1959) là một luật sư người Tây Ban Nha và từng là Ararteko (Người thanh tra), của xứ Basque từ năm 2004 đến 2014. Trước đây ông từng là chủ tịch của GEHITU, và là người đồng tính nam đầu tiên giữ văn phòng.

## Cuộc đời
Ông là giáo sư Luật Hiến pháp của Đại học xứ Basque, từ năm 1984 đến 1994. Ông chuyên về các chủ đề của luật công cộng xứ Basque. Vào tháng 5 năm 1994, ông tham gia Đại hội Guipúzcoa, nơi ông ở vị trí của các dịch vụ đặc biệt.
Ông là một nhà hoạt động nổi tiếng của phong trào LGTB, cả ở xứ Basque và là người sáng lập và chủ tịch của Hiệp hội đồng tính nam và đồng tính nữ xứ Basque (GEHITU, đoàn kết) và Liên đoàn nhà nước đồng tính nữ, đồng tính nam, chuyển giới và song tính (FELGTB).
Ông là giáo sư xứ Basque ở AEK, về ngôn ngữ xứ Basque Rikardo Arregi và của Trường giáo quyền của Giáo phận San Sebastián. Ông là thành viên của Euskal Kultur Mintegia (EKM) của Đại học Deusto và Ủy ban của khu đại học Basque. Ông là thành viên của đảng chính trị ESEI (Euskal Sozialistak Elkartzeko Indarra). Hợp tác trong tạp chí Zeruko Argia.
Ông được bầu vào ngày 18 tháng 7 năm 2004, sau một thời gian dài mà bài đăng vẫn bị bỏ trống và được bầu lại vào ngày 8 tháng 10 năm 2009, là người đầu tiên được bầu lại vào vị trí này. Nhiệm vụ của ông đã hết hạn vào ngày 15 tháng 10 năm 2014 và, sau một thời gian trống, trong đó Julia Hernando phục vụ với tư cách là Ararteko, vào ngày 28 tháng 5 năm 2015, cô đã được thay thế bởi văn phòng của luật sư Manu Lezertua ở Bilbao.